# Nanowar of Steel
Nanowar es un grupo italiano y sanmarinense de heavy metal cómico o freak metal. Su nombre proviene de cambiar la primera letra de Manowar, de manera que representa su tendencia a ridiculizar y a satirizar.
La mayoría de sus trabajos suelen hacer referencias cómicas a varios aspectos de la cultural del metal, parodiando y exagerando muchos de los rasgos característicos de varias bandas, en especial de aquellas que tocan power metal y epic metal. Por ejemplo en su primera demo Triumph of True Metal of Steel (parodia del disco de Manowar The Triumph of Steel) todas las canciones llevan el término true metal en el título, exagerando así la manía de la banda estadounidense de declararse como la única banda de "metal verdadero" del mundo.
Recientemente el grupo se cambió el nombre de Nanowar a Nanowar of Steel, añadiendo estas dos palabras a su logo con lo que parece ser un sencillo programa de edición de imágenes . Esta extensión es una parodia a la banda Rhapsody que cambió su nombre a Rhapsody of Fire por problemas legales simplemente añadiendo "Of Fire" a su logo anterior.
Aunque muchas de sus canciones son propias, también hacen versiones de otras más famosas cambiándoles la letra para darle un toque humorístico, como es el caso de The Number of the Bitch (parodia de The Number of the Beast de Iron Maiden) o Master of Pizza (Master of Puppets de Metallica).
El grupo aboga por la música libre y todo el material que se puede encontrar en su web, lo que incluye gran parte de sus canciones, está bajo una licencia Creative Commons. También es posible encontrar parte de su música en Jamendo, una comunidad de música libre.

## Miembros
- Mohammed Abdul (Valerio) - guitarra, voz y teclado.
- Gattopanceri666 (Edoardo) - guitarra y bajo.
- Uinona Raider (Alessandro) - batería, guitarra, voz.
- Potowotominimak (Carlo Alberto) - voz.
- Baffo (Raffaello) - DJ, efectos de sonido,

## Discografía
- True Metal of the World - demo - febrero de 2003.
- Triumph of True Metal of Steel - demo - julio de 2003.
- Other Bands Play, Nanowar Gay! - álbum autoproducido - junio de 2005.
- Made In Naples - doble CD con canciones anteriores en directo y otras nuevas - enero de 2007.
- Into Gay Pride Ride - álbum autoproducido - septiembre de 2010.
- A Knight At The Opera - álbum autoproducido - febrero de 2014.
- Tour-Mentone Vol.1 - EP autoproducido - enero de 2016.
- Stairway to Valhalla - álbum autoproducido - noviembre de 2018.
- Norwegian Reggaeton - sencillo, colaboración con Gigatron - julio de 2019.
- Italian Folk Metal - álbum autoproducido - julio de 2021.